# NAZ
NAZ Co., Ltd. (jap. 株式会社NAZ Kabushiki-gaisha Nazu) – japońskie studio animacji założone 19 kwietnia 2013 roku. Siedziba studia znajduje się w Musashino, w aglomeracji Tokio. 

## Produkcje

### Seriale telewizyjne
| Rok  | Tytuł                                         | Reżyser(zy)                | Liczba odcinków | Uwagi                                                      | Przypisy |
| ---- | --------------------------------------------- | -------------------------- | --------------- | ---------------------------------------------------------- | -------- |
| 2014 | Hamatora: The Animation                       | Seiji Kishi Hiroshi Kimura | 12              | Część projektu multimedialnego Hamatora.                   | [ 2 ]    |
| 2014 | Dramatical Murder                             | Kazuya Miura               | 12              | Na podstawie powieści wizualnej BL produkcji Nitro+chiral. | [ 3 ]    |
| 2017 | Hajimete no Gal                               | Hiroyuki Furukawa          | 10              | Na podstawie mangi autorstwa Meguru Ueno.                  | [ 4 ]    |
| 2018 | Angorumoa: Genkō kassen-ki                    | Takayuki Kuriyama          | 12              | Na podstawie mangi autorstwa Nanahiko Takagi.              | [ 5 ]    |
| 2018 | Ore ga suki na no wa imōto dakedo imōto janai | Hiroyuki Furukawa          | 10              | Na podstawie light novel autorstwa Seijiego Ebisu.         | [ 6 ]    |
| 2020 | Id:Invaded                                    | Ei Aoki                    | 13              | Własna twórczość.                                          | [ 7 ]    |
| 2020 | Infinite Dendrogram                           | Tomoki Kobayashi           | 13              | Na podstawie light novel autorstwa Sakon Kaidō.            | [ 8 ]    |
| 2021 | Itazuraguma no Gloomy                         | Takehiro Kubota            | 12              | Własna twórczość.                                          | [ 9 ]    |
| 2022 | Hoshi no Samidare                             | Nobuaki Nakanishi          | 24              | Na podstawie mangi autorstwa Satoshiego Mizukamiego.       | [ 10 ]   |
| –    | Special Kid Factory                           | Atsushi Ikariya            | nieznana        | Własna twórczość.                                          | [ 11 ]   |

### ONA
| Rok  | Tytuł               | Reżyser(zy)             | Liczba odcinków | Uwagi                                       | Przypisy |
| ---- | ------------------- | ----------------------- | --------------- | ------------------------------------------- | -------- |
| 2021 | Id:Indeed           | Ei Aoki Atsushi Ikariya | 12              | Komediowy spin-off Id:Invaded.              |          |
| 2022 | Thermae Romae Novae | Tetsuya Tatamitani      | 11              | Na podstawie mangi autorstwa Mari Yamazaki. | [ 12 ]   |

### OVA
| Rok  | Tytuł                                         | Reżyser(zy)       | Liczba odcinków |
| ---- | --------------------------------------------- | ----------------- | --------------- |
| 2014 | DRAMAtical Murder: Data_xx_Transitory         | Kazuya Miura      | 1               |
| 2017 | Hajimete no Gal: Hajimete no Bunkasai         | Hiroyuki Furukawa | 1               |
| 2019 | Ore ga suki na no wa imōto dakedo imōto janai | Hiroyuki Furukawa | 2               |